# Малага

Ма́лага (ісп. Málaga МФА: [ˈmalaɣa]) — місто на півдні Іспанії в Андалусії. Адміністративний центр провінції Малага. Муніципалітет входить до складу району (комарки) Малага-Коста-дель-Соль. Населення — 561 250 осіб (2007). Площа — 395 км². Малага — шосте за населенням місто в Іспанії та друге в Андалусії.
Місто було засноване фінікійцями в столітті VIII до н. е. та вважається одним із найстаріших міст Європи.
Перше колоніальне поселення датується 800 роком до нашої ери та 500 роком до нашої ери, розташоване в гирлі річки Гвадалгорсе, на острові, який знаходився в її гирлі в анклаві, відомому як Серро-дель-Віллар. 

## Історія

### Походження назви
Назва Малаги, безсумнівно[джерело?], походить від фінікійців, які охрестили її як Малака. Пізніше воно розвинулося до римської Malaca та арабської Malaqa (ملقة). Спочатку вважалося, що це слово стосуватиметься поняття «сіль», але є сумніви, що це його справжнє значення.[джерело?]
Крім того, часта поява вигравіруваних кліщів на фінікійських монетах, викарбуваних у Малазі, призвела до походження назви від семітського кореня *l-q-h «схопити, крутити» з локативним преформантом *m- і зі значенням «місце, де він скручується (маючи на увазі метал)», що свідчить про наявність ливарного цеху.

## Географія
У південно-східній частині міста річка Гуадальорес впадає у Середземне море.

## Транспорт

### Аеропорт
Аеропорт Малага-Коста дель Соль — третій за кількістю повітряних сполучень на Піренейському півострові, після Мадрид-Барахас та Барселона-Ель Прат, та четвертий в Іспанії (взявши до уваги Канарські та Балеарські острови). У 2018 році було зареєстровано 141 313 польотів і 19 021 704 пасажирів, з яких 16 208 244 відповідають міжнародним рейсам, що передбачає 85 % міжнародних сполучень Андалусії. Понад 50 авіакомпаній підтримують міжнародні сполучення з 124 містами 31 країни.

### Морський порт
Порт Малаги — морський порт міста, який почав діяти як мінімум в 600 році до н. е. Цей порт є одним із найбільш завантажених портів Середземного моря, його товарообіг склав 428,623 TEU та 642 529 пасажирів у 2008 році.

### Надшвидкісний поїзд
Вокзал «Малага ім. Марії Замбрано» (Málaga-María Zambrano) обслуговується надшвидкісним сполученням AVE, управляється перевізником Renfe — в минулому державною, а нині приватною компанією. Завдяки мережі колій AVE experience, місто має швидкісне залізничне сполучення із 17 основними містами Іспанії.

### Дороги та шосе
Дорога A45 прямує на північ до Антекери та Кордови. Шосе A-7 проходить паралельно дорозі N-340, вони обидві прямують на захід до Кадісу та до Барселони на північний схід.

### Легкорейковий транспорт
У 2014 році в місті відкрилася система ЛРТ з двох ліній — Легкий метрополітен Малаги.

## Релігія
- Центр Малазької діоцезії Католицької церкви.

У Малазі представлений широкий спектр релігій. Більшість жителів міста вважають себе католиками.
Один із найкрасивіших соборів — це Santuario de la Virgen de la Victoria. Іслам також тут представлений, ведеться будівництво нової мечеті. Євангелісти також представлені у Малазі. Юдейська община у Малазі має тут синагогу та Асоціацію юдеїв. Є в місті індуїстський храм та буддистська пагода (ступа, субурган) у Беналмедені, що лише у 12 милях від Малаги. Ця буддистська пагода — найбільша в Європі.

## Туризм
Місто є туристичним центром, в основному, завдяки привабливості кліматичного курортного регіону Коста-дель-Соль, столицею якого є Малага. Туристи також відвідують місце, де народився Пабло Пікассо. З Малаги можна дістатись поїздом, автобусом чи автомобілем до інших іспанських міст, таких як Севілья, Кордова, Гранада та інших.
Популярною є прогулянка вгору по схилах до замку Гібральфаро (Парадор), з якого добре оглядати краєвиди міста. Замок розташований поблизу мавританської фортеці Alcazaba, звідки зовсім недалеко до центру Малаги. Шлях пролягатиме через парк Paseo (алея, що тягнеться вздовж парку, прикрашена пальмами та скульптурами) до затоки, закінчуючись головною торговою вулицею міста — Calle Larios.

## Уродженці
- Антоніо Бандерас (* 1960) — актор.
- Муньйос Ренхель (* 1974) — іспанський письменник-фантаст.
- Пабло Лопес (* 1984) — іспанський співак і композитор.
- Пабло Пікассо (1881—1973) — художник.
- Пабло Пуйоль (* 1975) — іспанський актор, танцюрист і співак.
- Хорхе Рандо (* 1941) — іспанський художник і скульптор.

## Міста-побратими
Малага встановила дружні відносини із такими містами:
- Фару, Португалія
- Тель-Авів, Ізраїль
- Ліма, Перу
- Мобіл, США
- Гальвестон, США
- Пассау, Німеччина
- Ель-Аюн, Марокко
- Тір, Ліван
- Попаян, Колумбія
- Сакатекас, Мексика
- Берген, Норвегія
- Гвадалахара, Мексика
- Маніла, Філіппіни[8]
- Пьятра-Нямц, Румунія[9]

## Українська складова
У 2007 році була створена Міжнародна Українська Школа (МУШ), де учні можуть здобути неповну середню та повну середню освіти, навчаючись за українською шкільною програмою. У 2017 році МУШ м. Малага відзначила 10-річний ювілей своєї діяльності разом зі святом останнього дзвоника. Як зазначили у закладі, у 2017 році школу закінчила рекордна кількість випускників — 20 учнів дев'ятого класу та 20 учнів одинадцятого класу. У 2019 році школа прийняла рекордну кількість першокласників — понад 40 з усієї провінції. На цей час в школі навчаються понад 250 учнів.
2013 року стараннями українців у Іспанії було утворено парафію на честь Вознесіння Господнього, яка виявила бажання бути під омофором Української Православної Церкви Київського Патріархату.

У місті Малага діє українське консульство за адресою: 29016, Іспанія, м. Малага, вул. Маестранса 23, 1. Очолює його консул Воробйов Артем.

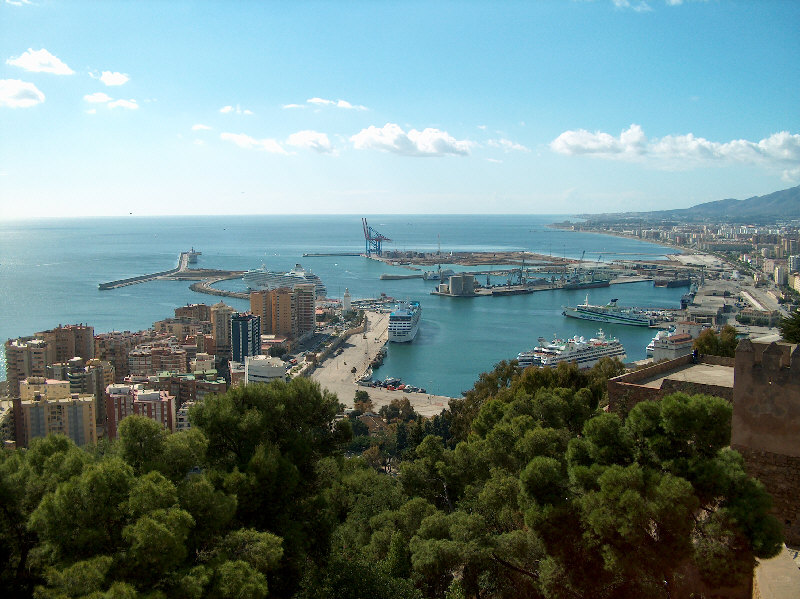
Порт
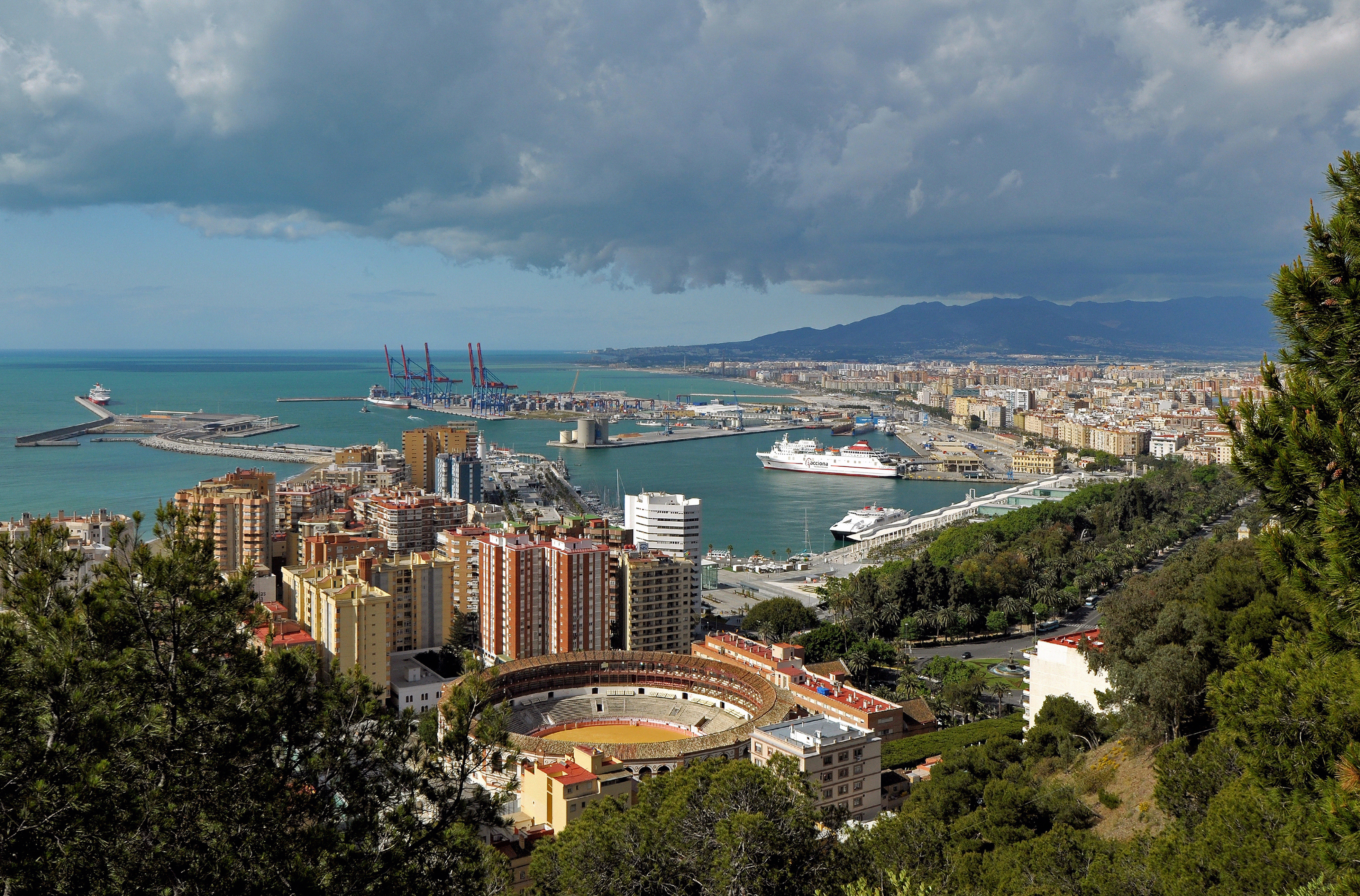
Гавань
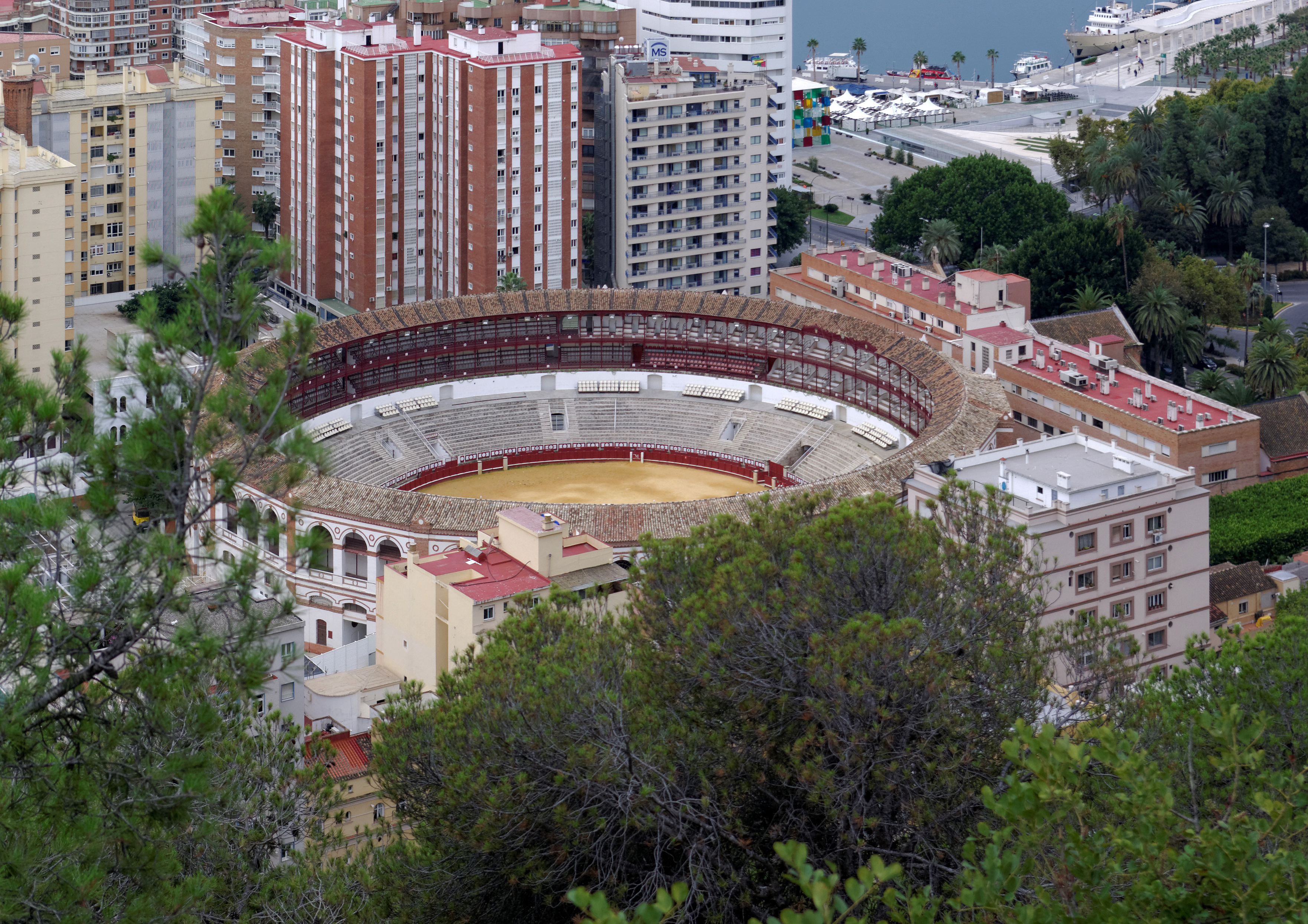
Арена для кориди
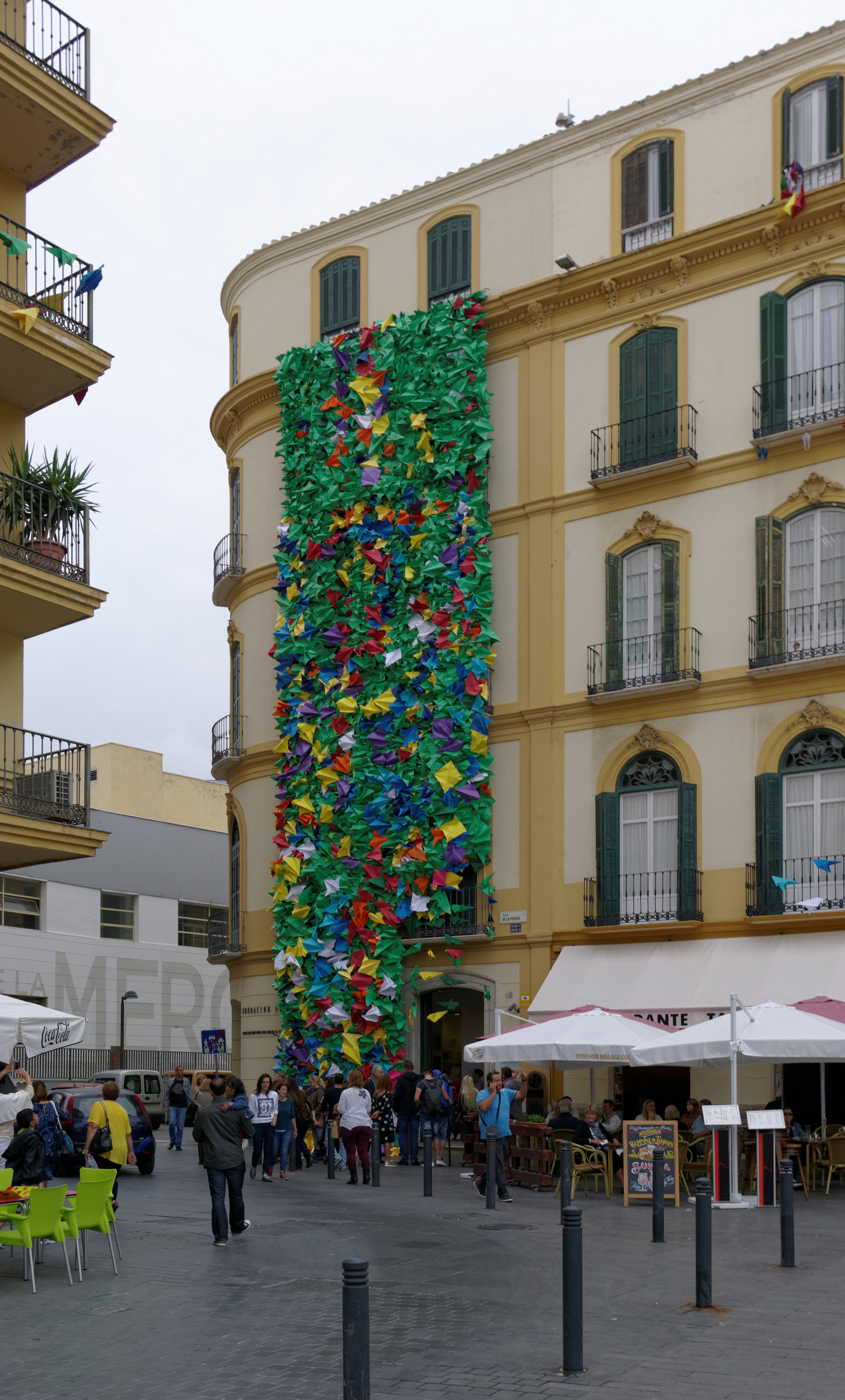
Будинок, у якому народився Пікассо
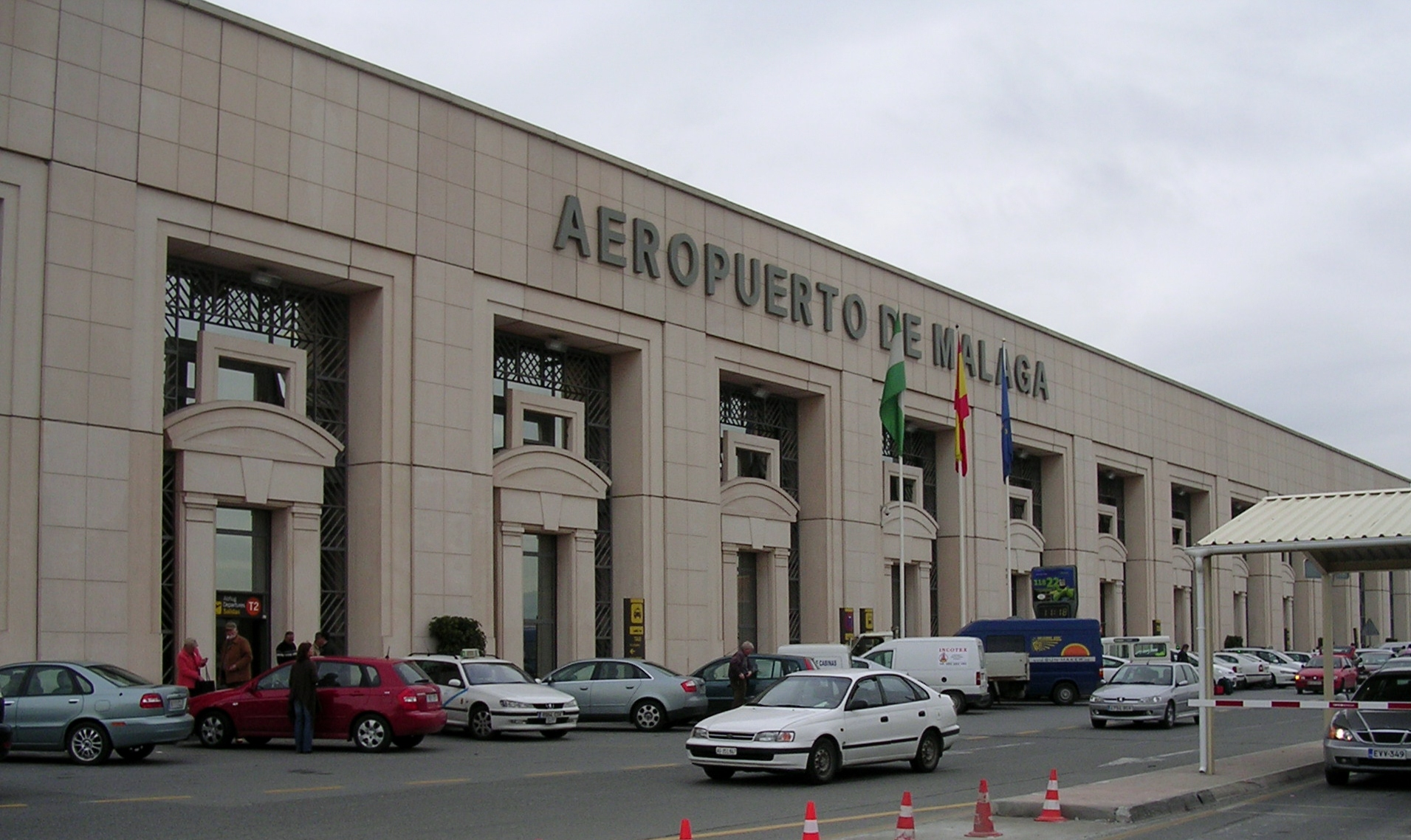
Аеропорт
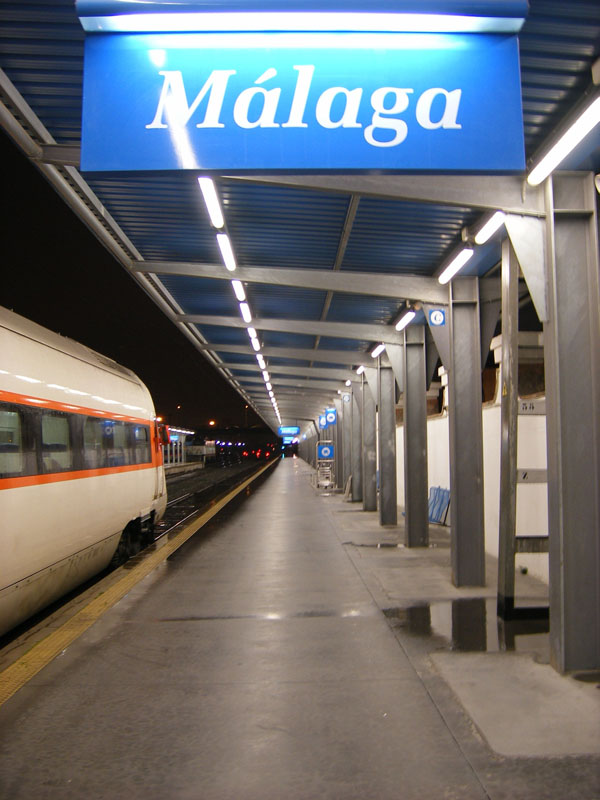
Вокзал
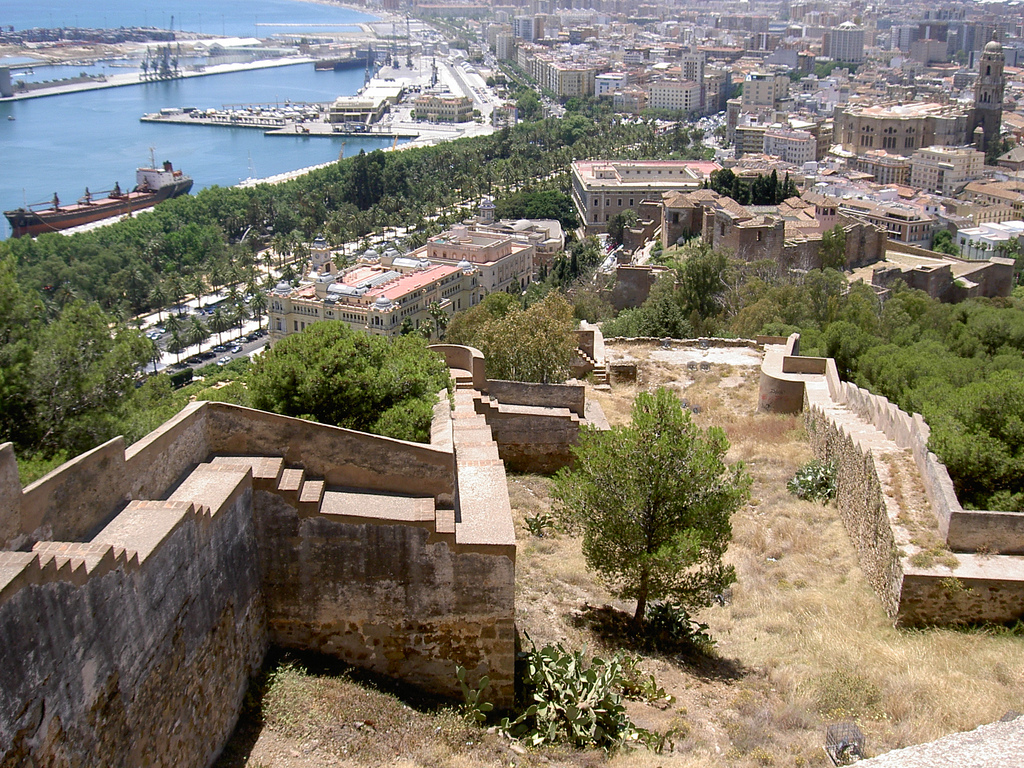
Вид на Малагу з замку Гібральфаро
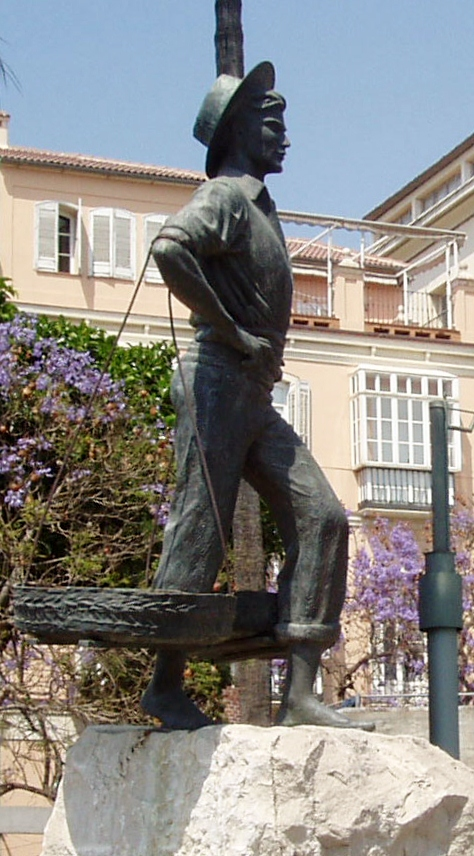
Пам'ятник продавцю риби
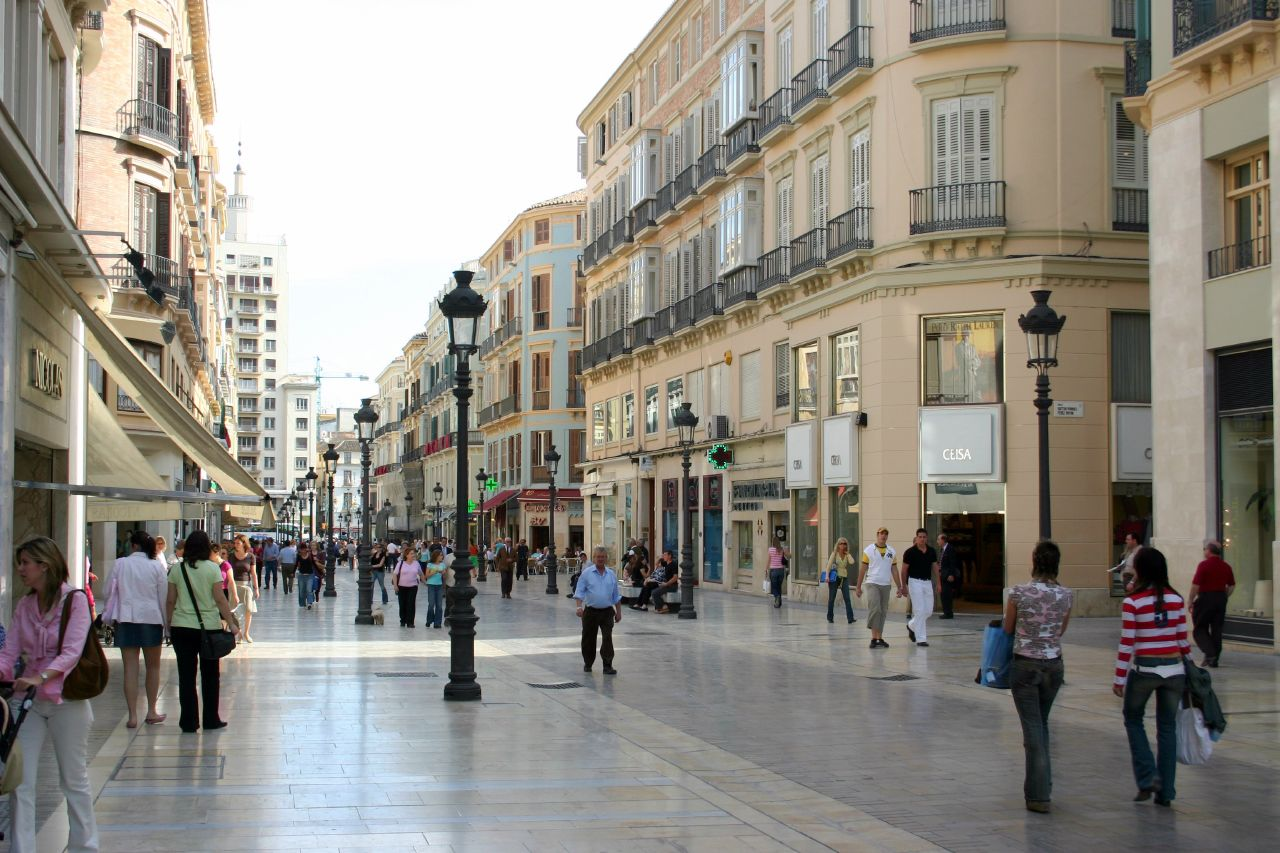
Calle Larios — головна вулиця міста
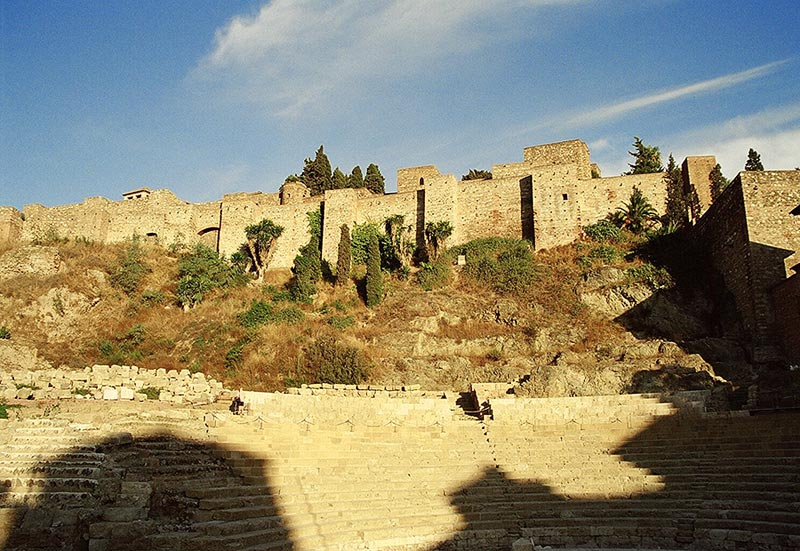
Алькасаба — мавританська фортеця та Римський театр
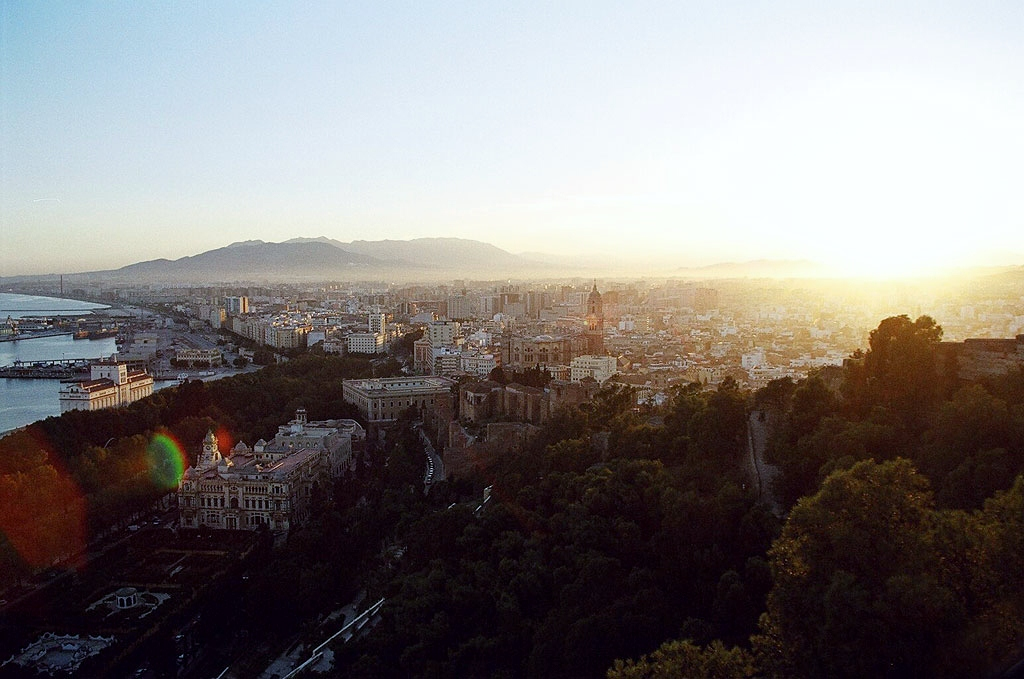
Вечір
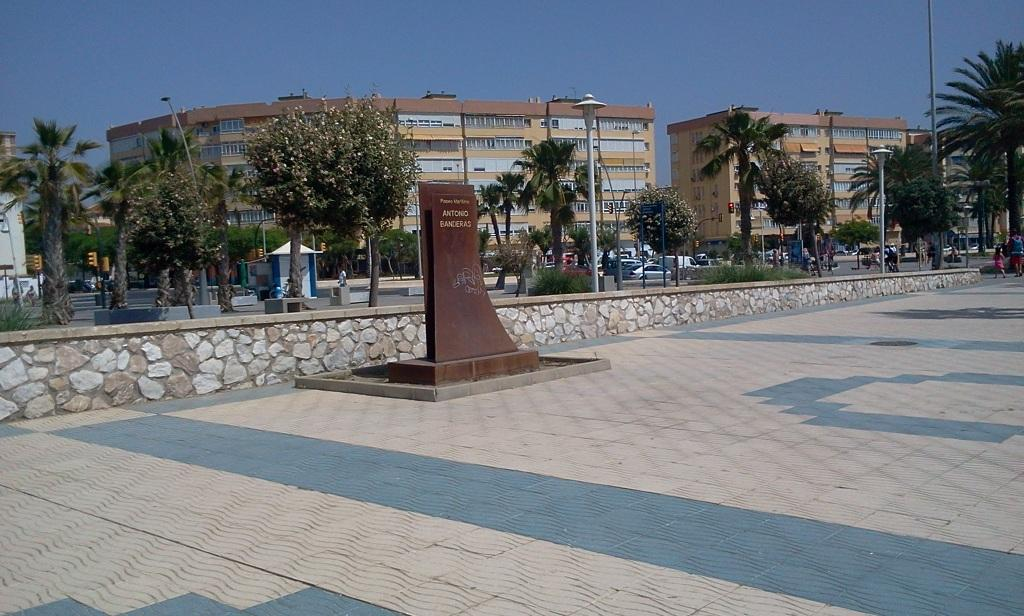
Набережна Антоніо Бандерас.
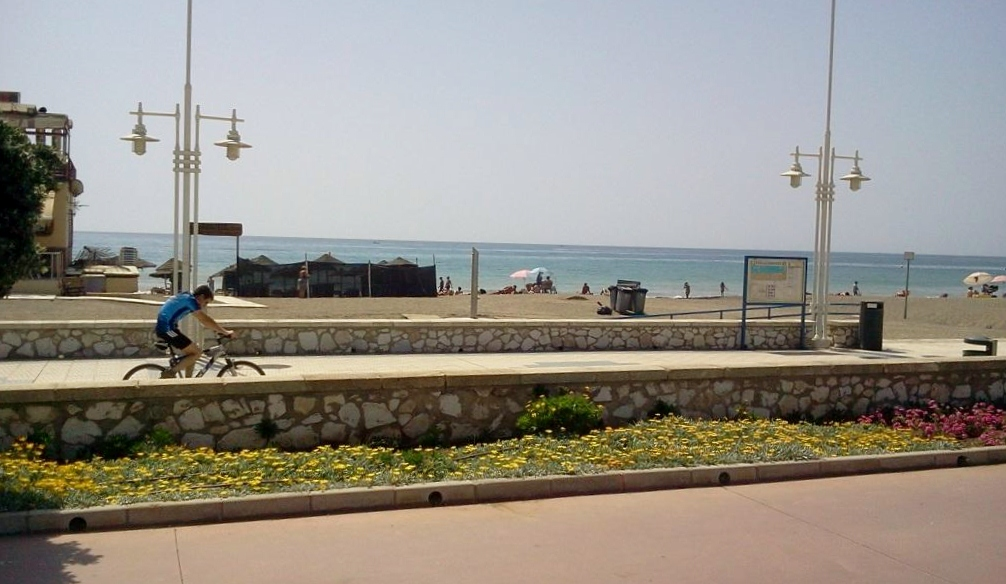
Набережна Антоніо Бандерас. Вид на міський пляж.
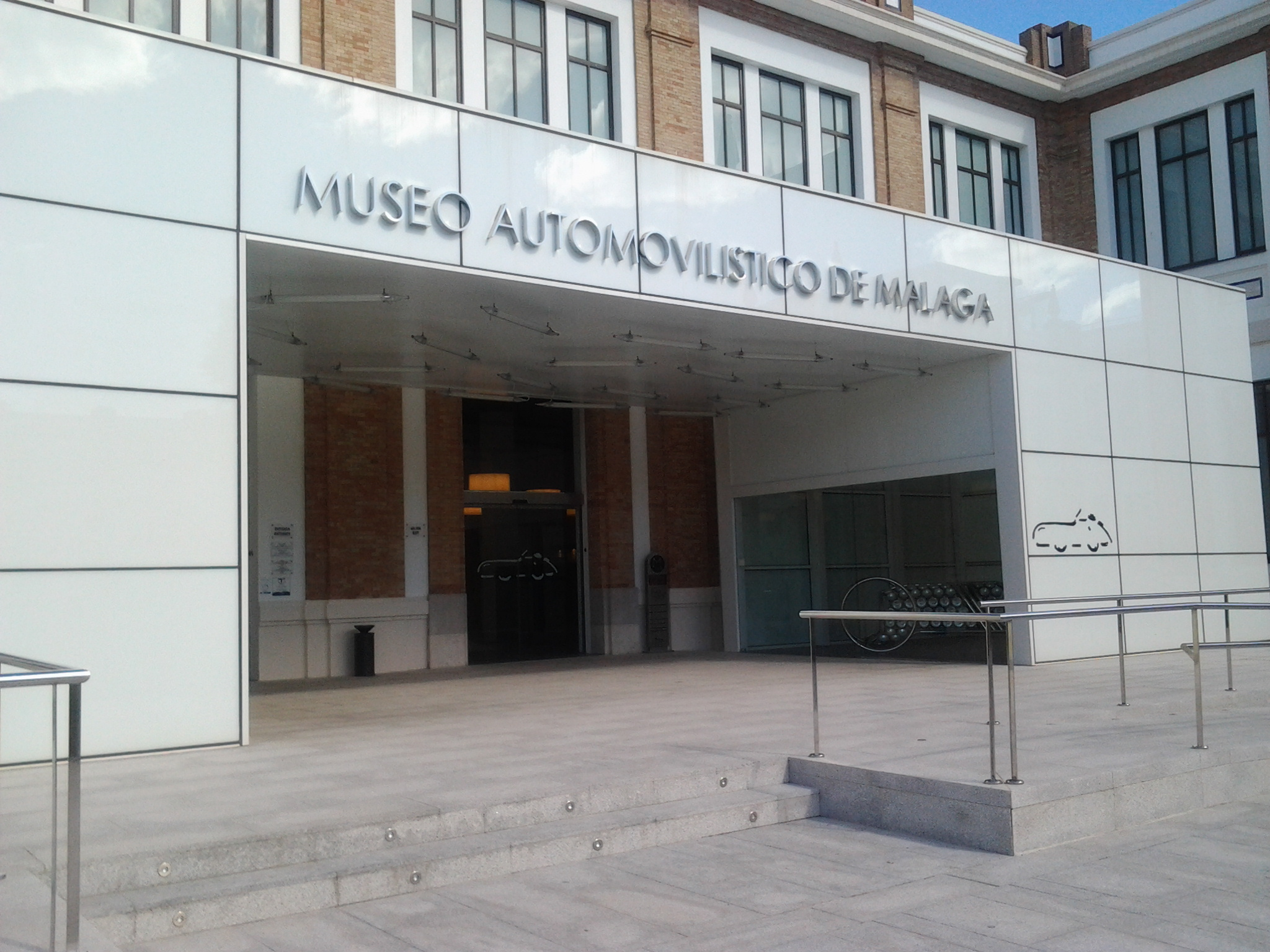
Музей автомобілів.
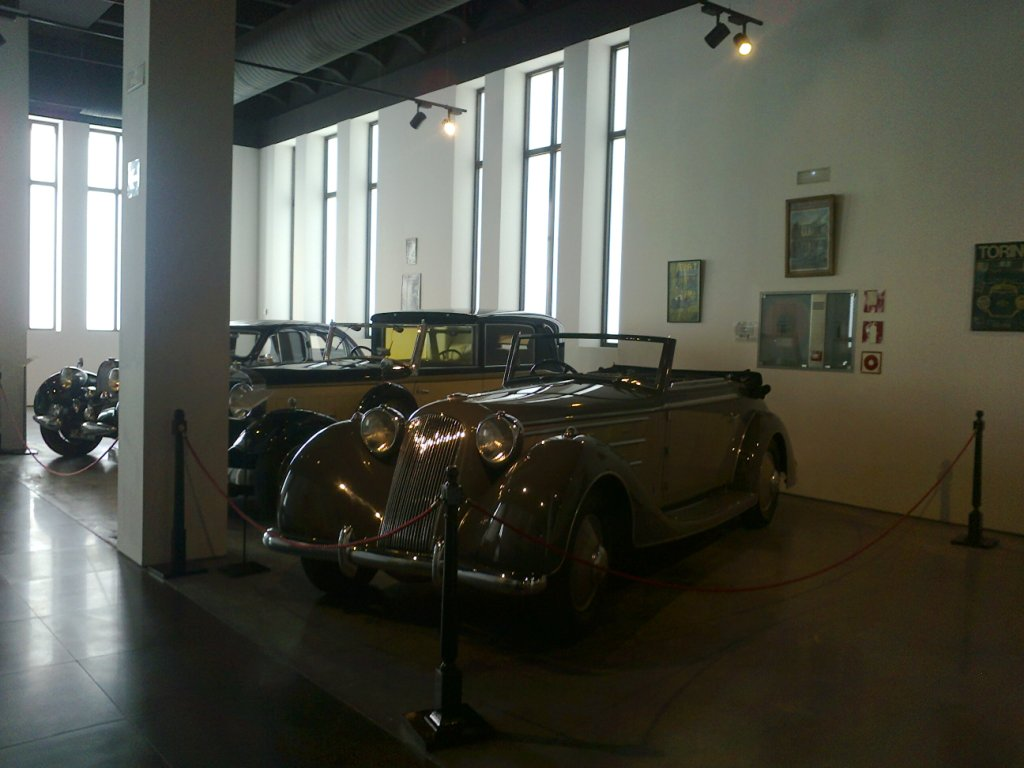
У музеї.
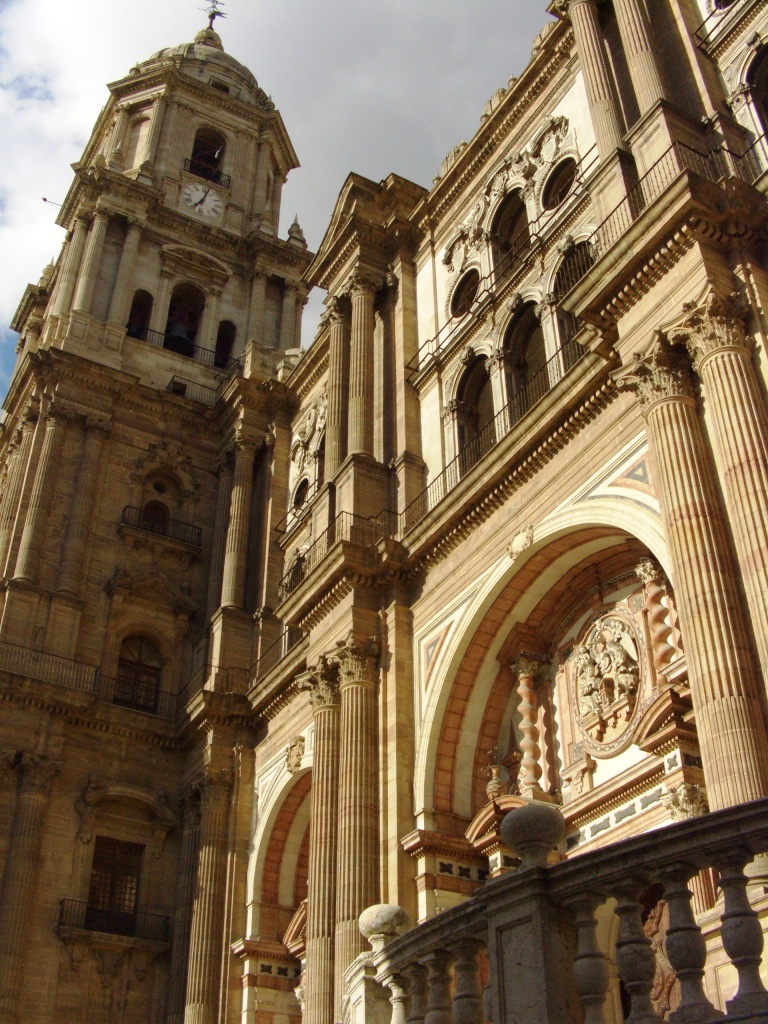
Кафедральний собор.
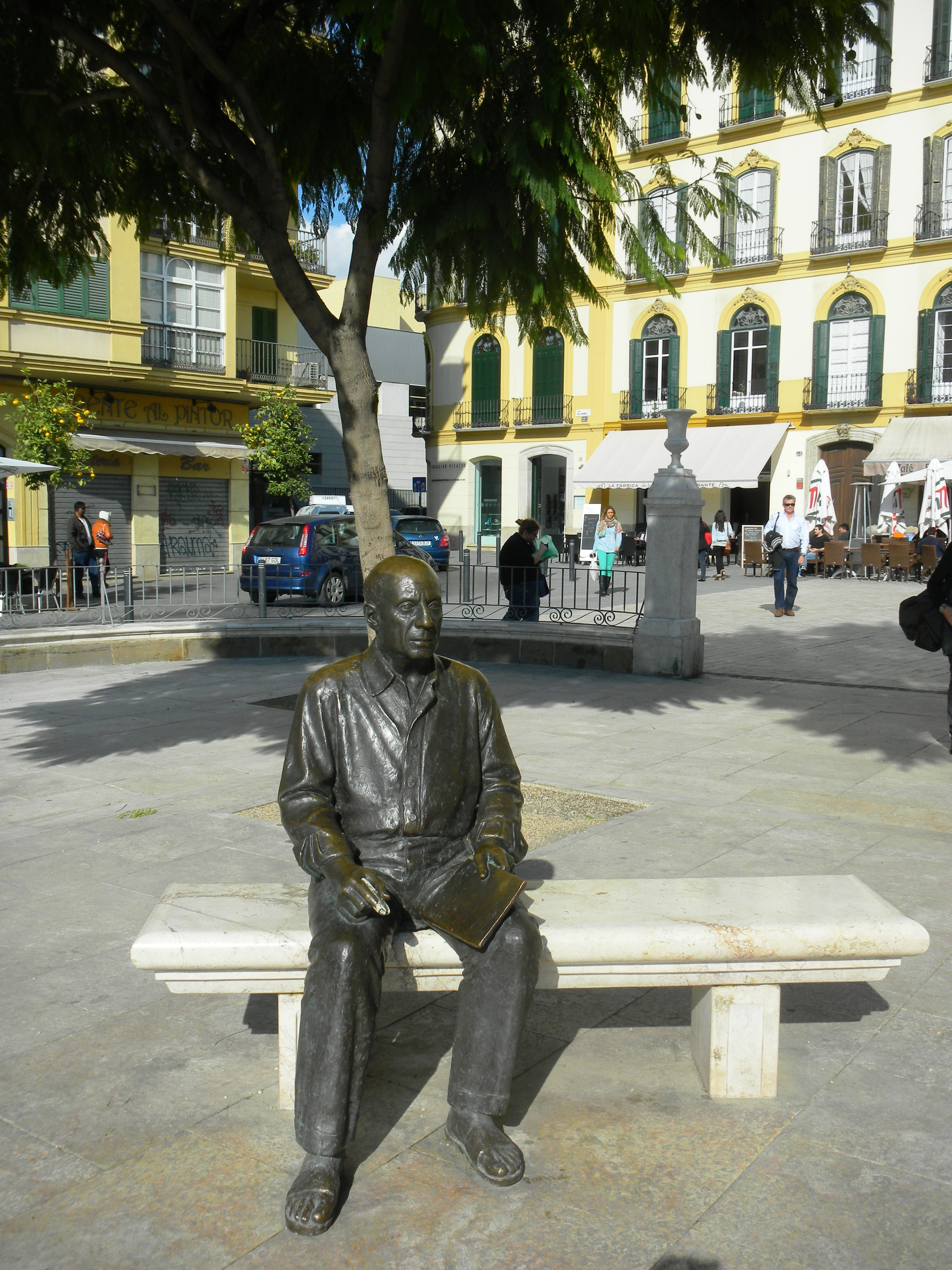
Пам'ятник П. Пікассо на площі Мерседес. На задньому плані Дом-музей П. Пікассо.
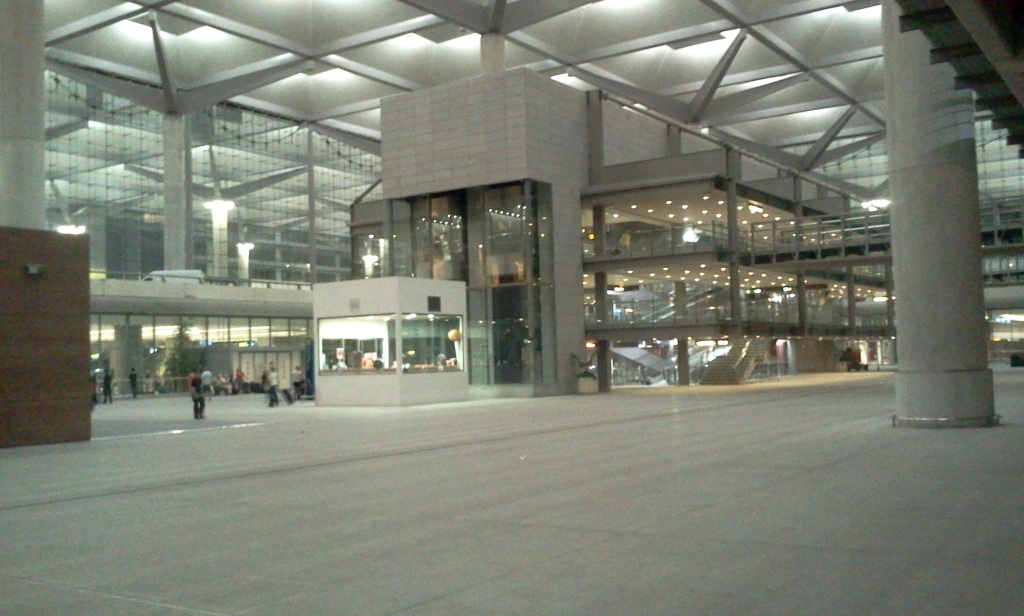
Міжнародний аеропорт ім. П. Пікассо.
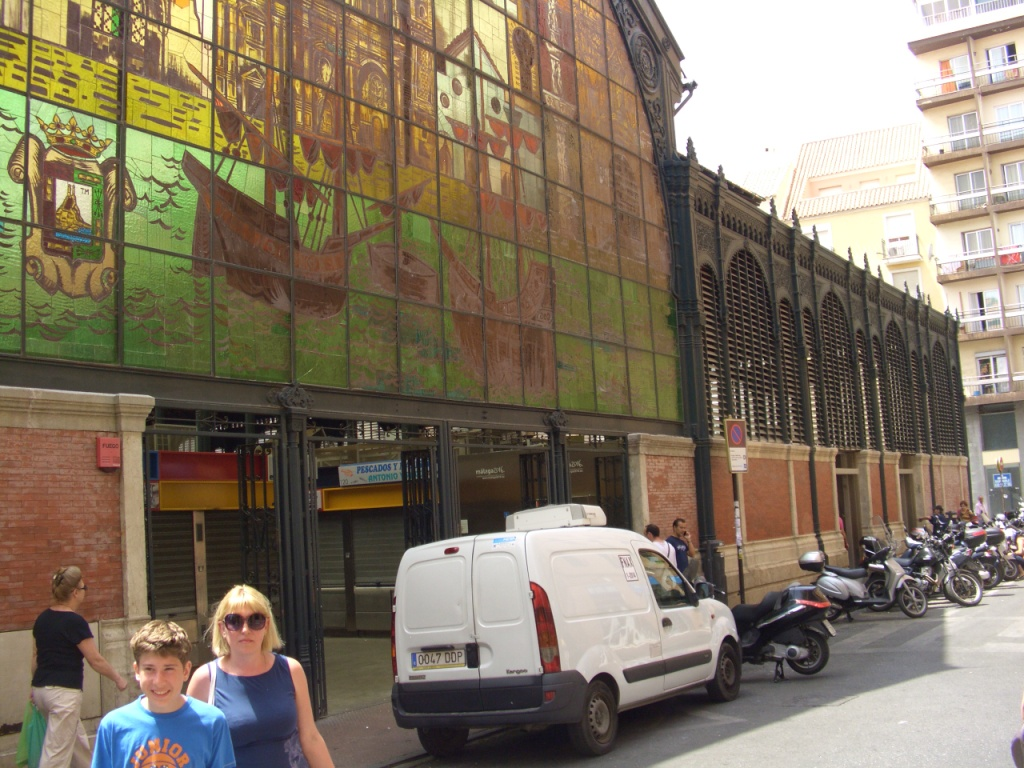
Центральний ринок.
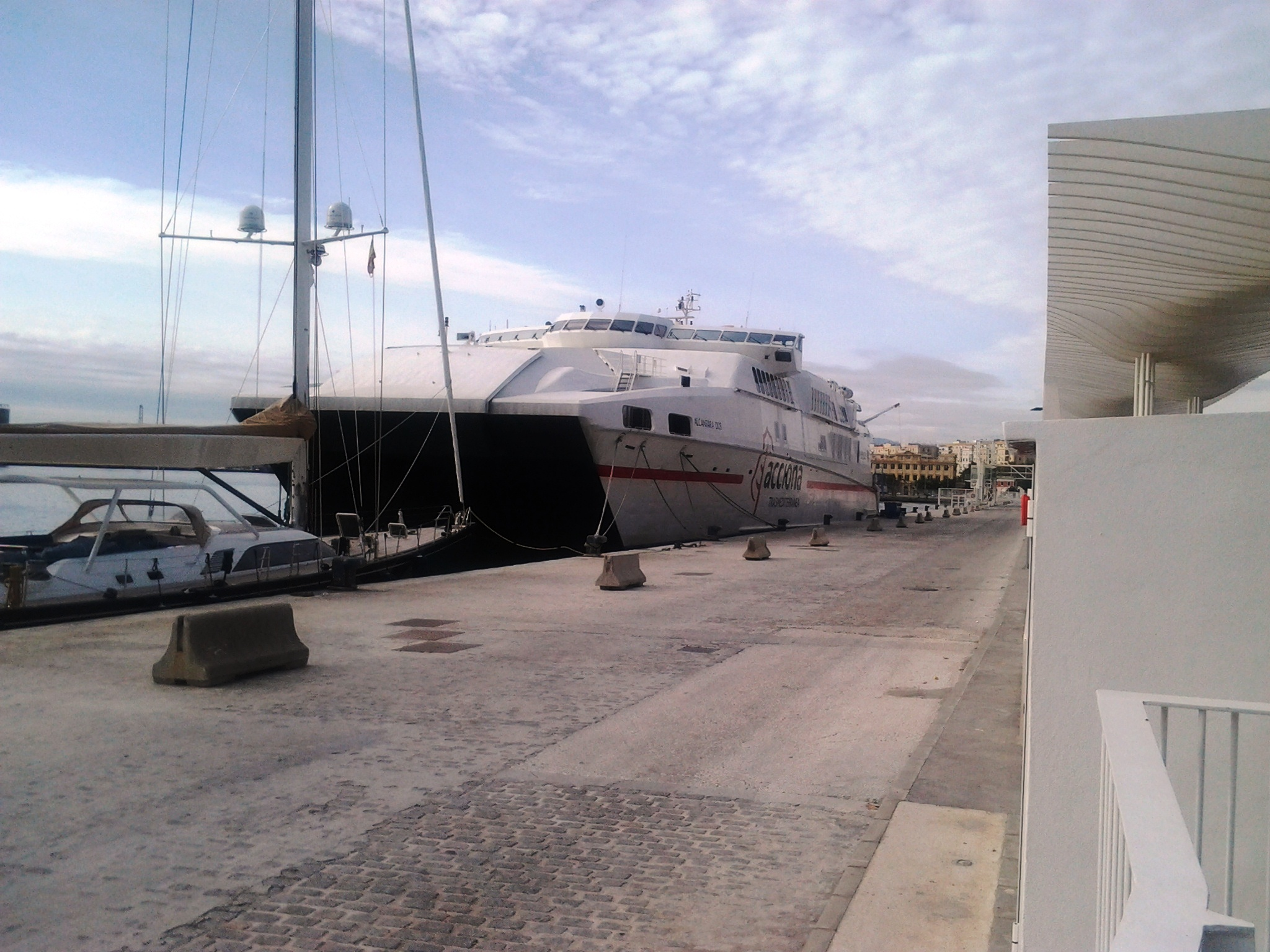
Морський порт
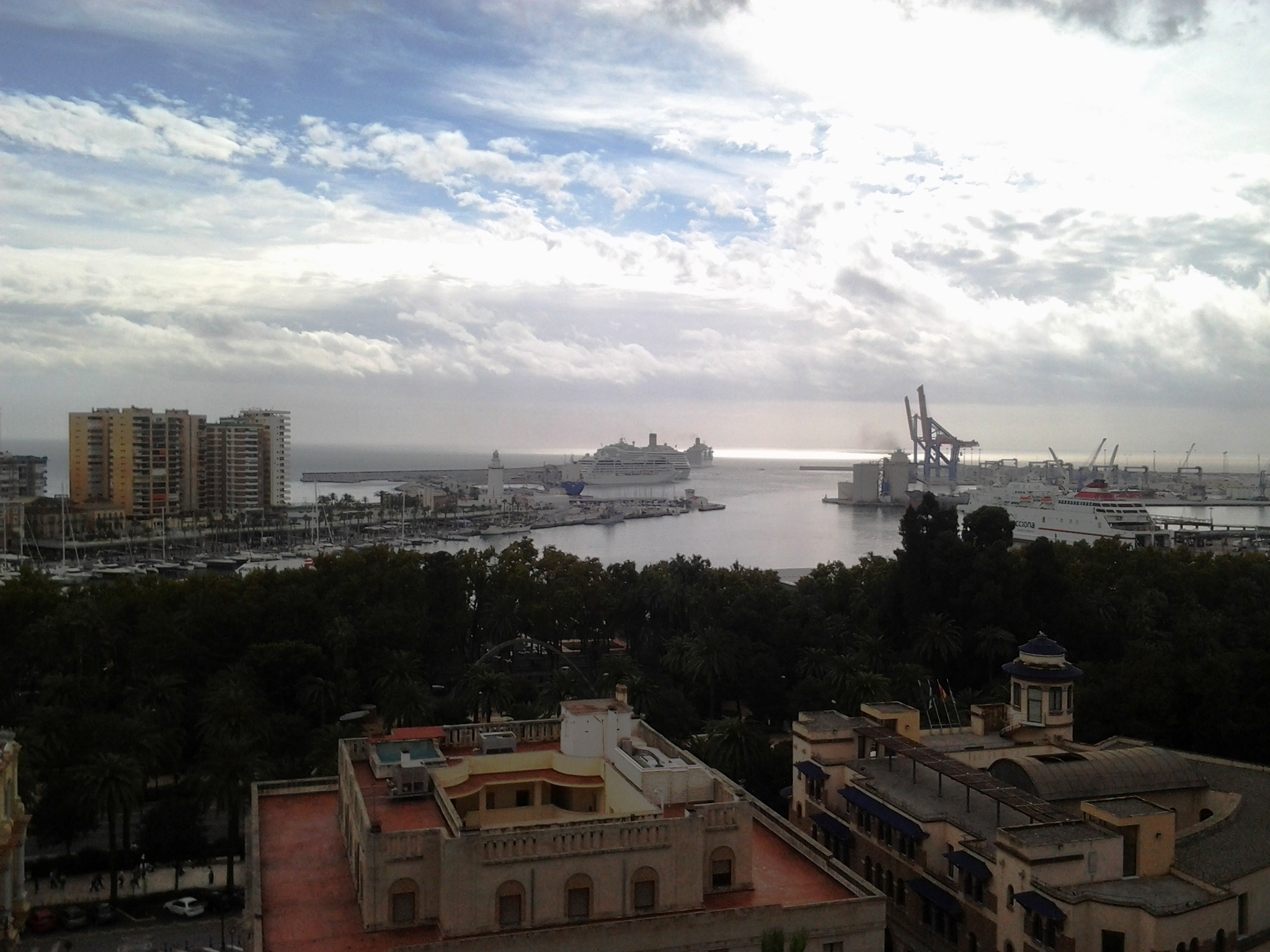
Вид на порт з башти Алькасаби
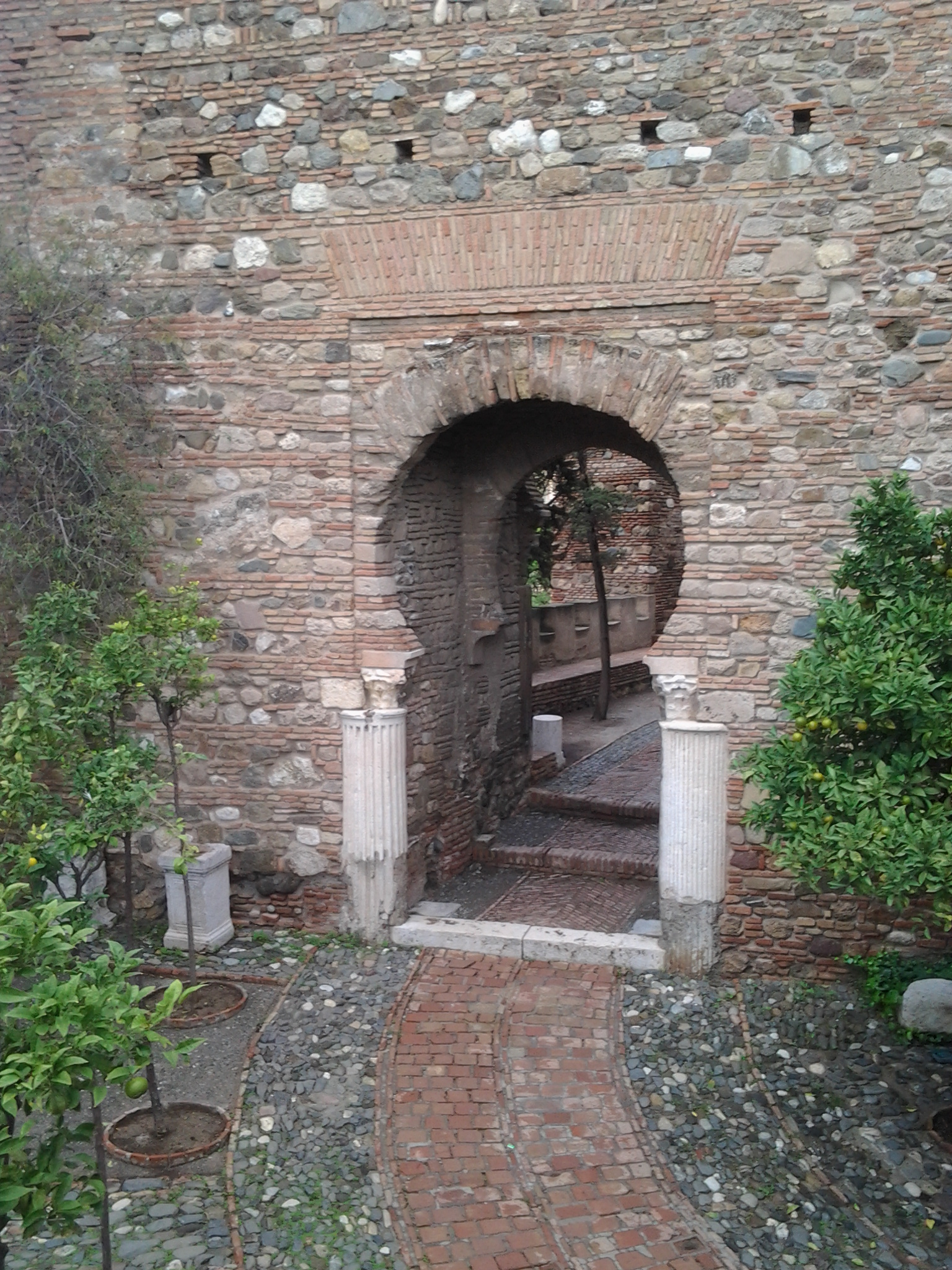
Дворик в Алькасабі
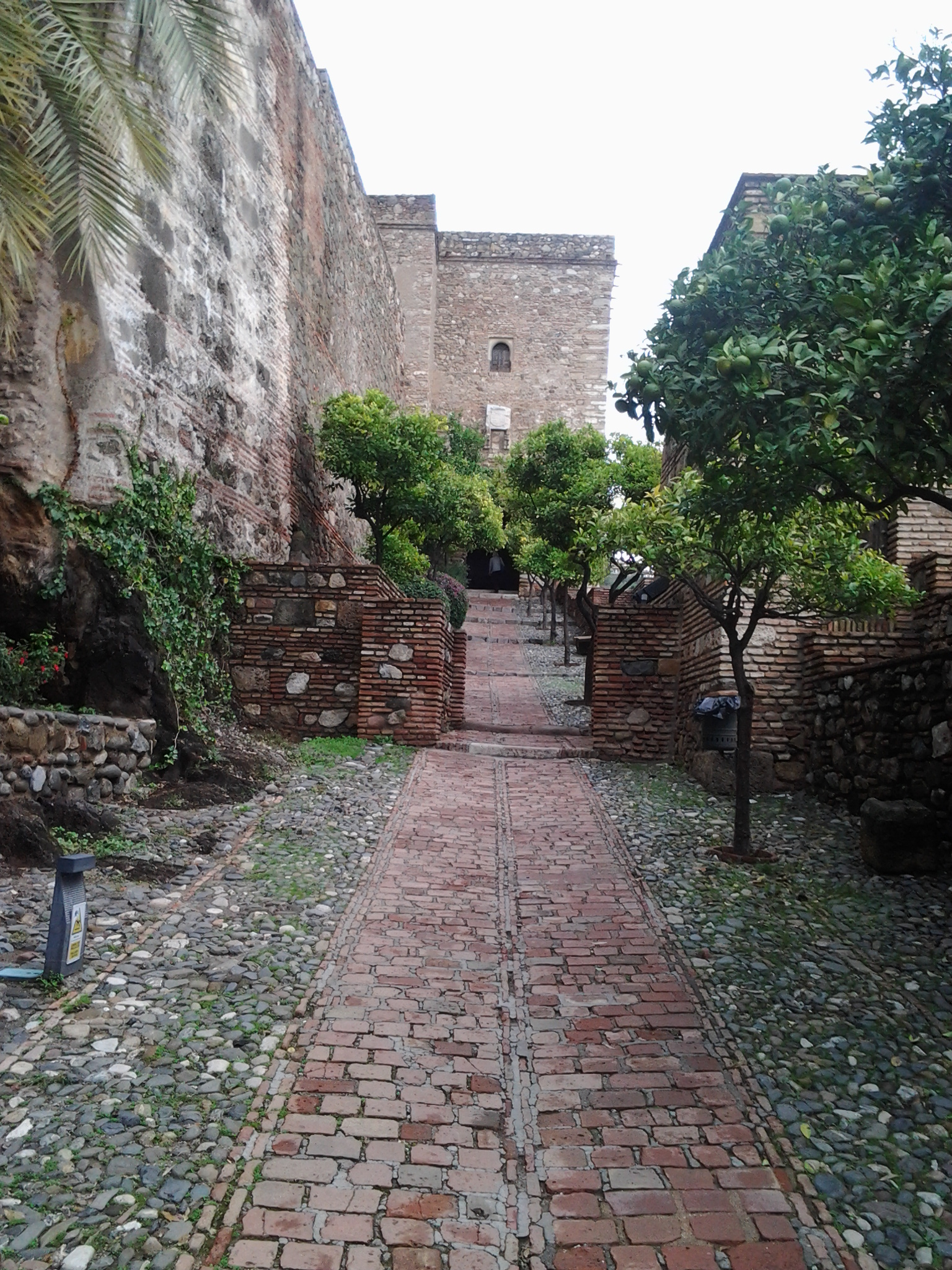
Вулиця в Алькасабі
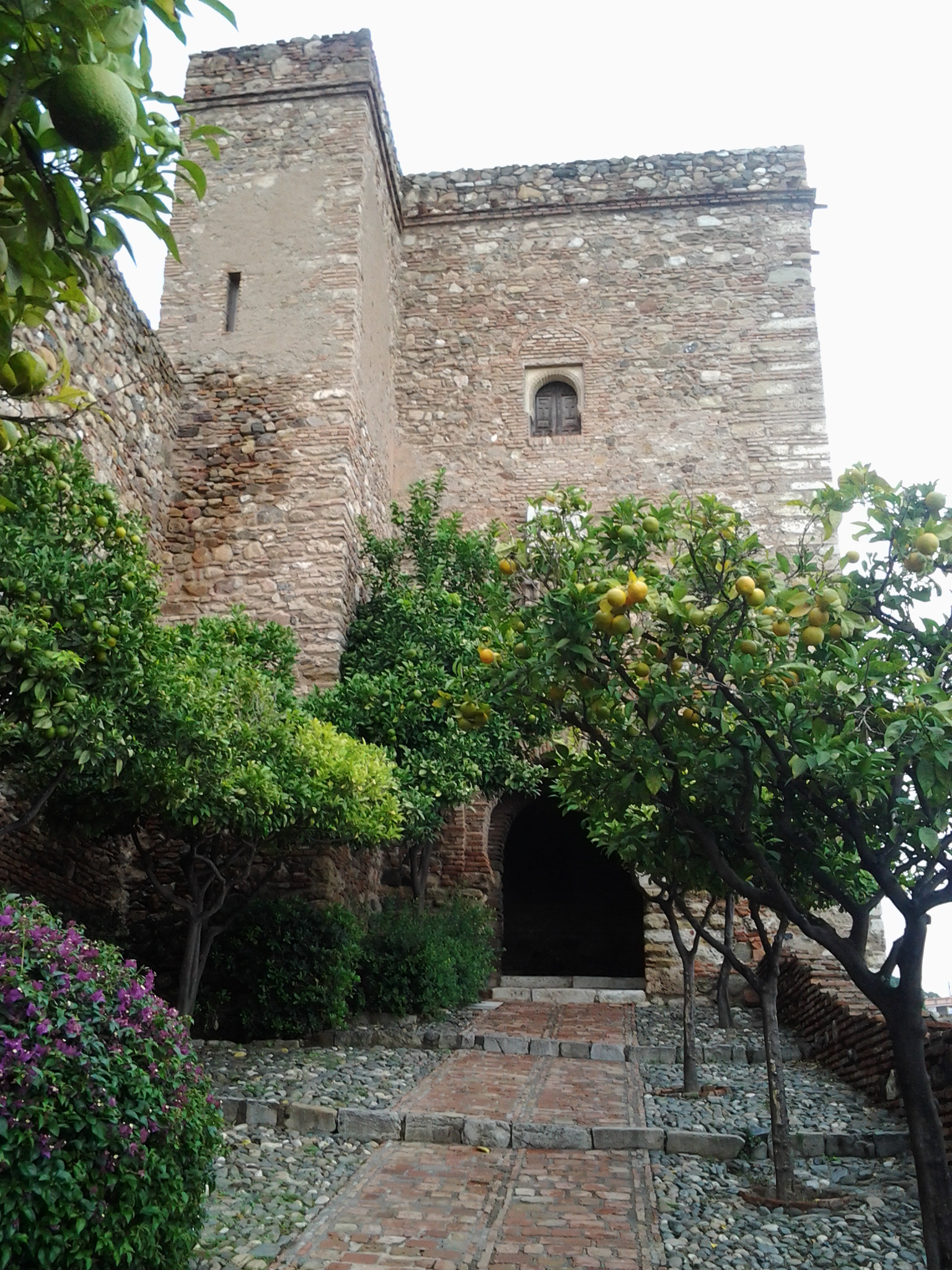
Стіна та башти Алькасаба
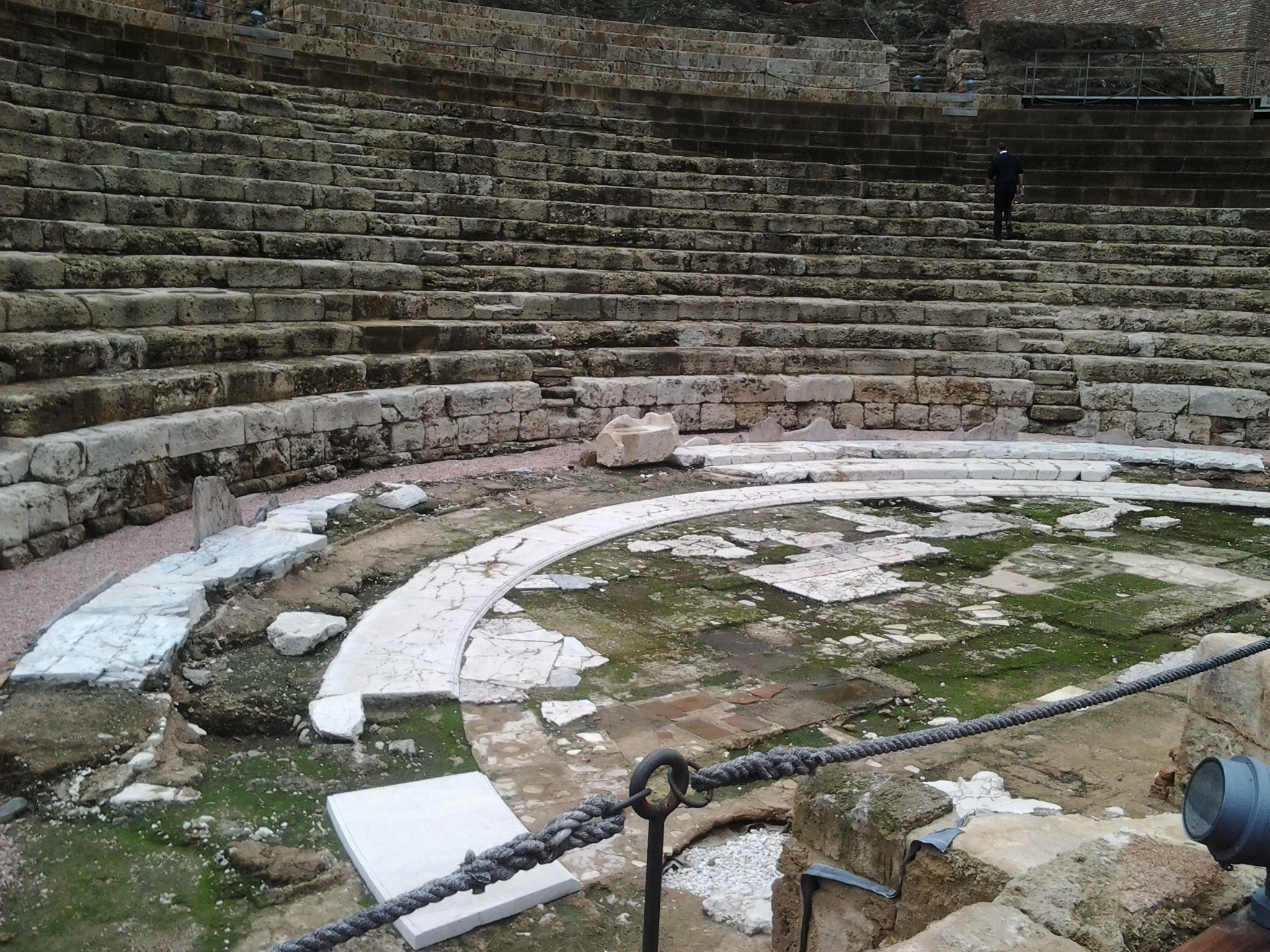
Руїни Римского театру
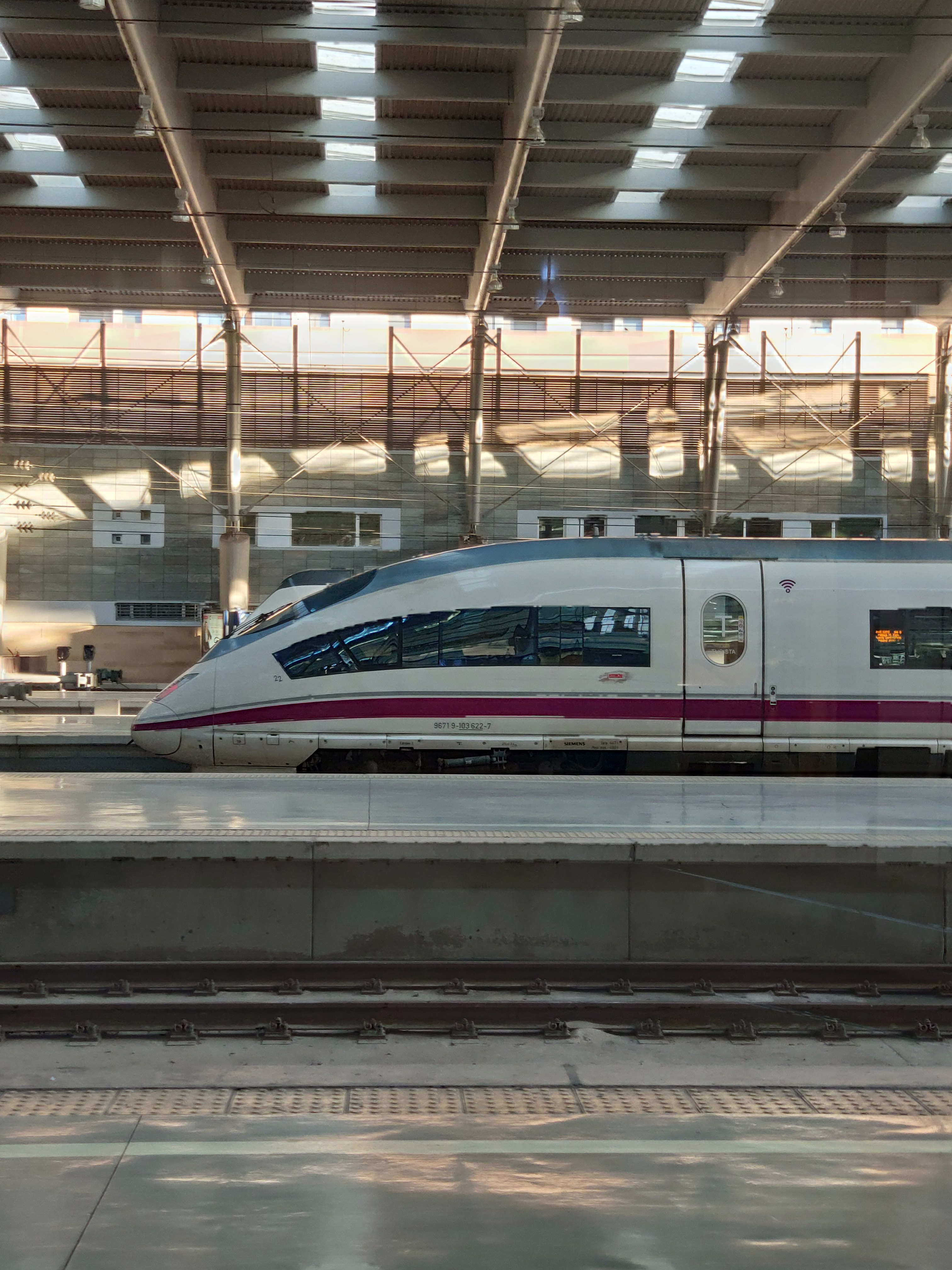
Надшвидкісний поїзд у Малазі